# St. Michael (Piersno)

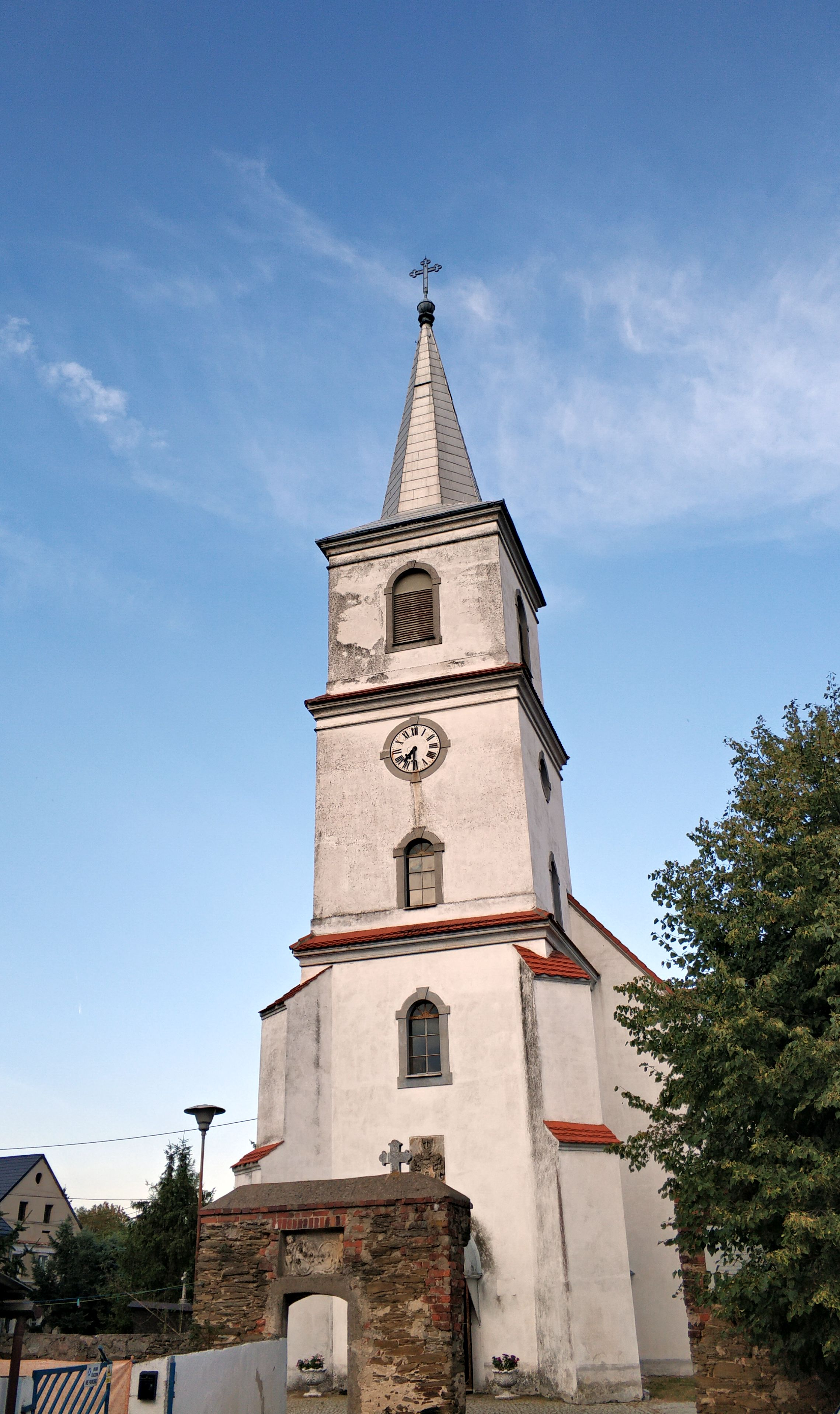
St. Michael in Piersno

Die römisch-katholische Filialkirche St. Michael (polnisch Kościół filialny św. Michała Archanioła) in Piersno (deutsch Pirschen), einem Dorf in der Landgemeinde Kostomłoty (Kostenblut) im Powiat Średzki (Kreis Neumarkt) der Woiwodschaft Niederschlesien in Polen ist eine vormals evangelisch-lutherische Pfarrkirche. Die Kirche steht unter der Nummer A/1467 z 14.12.2009 in der Liste der denkmalgeschützten Objekte in Polen.

## Geschichte
Das heutige Gotteshaus geht im Kern auf das 15. Jahrhundert zurück. Erstmals urkundlich erwähnt ist die Kirche 1335 im Register des Apostolischen Nuntius Galhardus als „ecclesia de Pirchino“. In der Reformationszeit wurde die Kirche evangelisch und im Zuge der Gegenreformation rekatholisiert. Nach dem Verlust der Ortskirche hielten sich die ausschließlich evangelischen Einwohner von Pirschen nach Groß-Baudis und seit 1742 zur neu errichteten Kirche in Rackschütz  (Rakoszyce). Die Ortskirche blieb danach unbenutzt und war in der ersten Hälfte des 19. Jahrhunderts verfallen. 1836 wurde die katholische Pfarrei für erloschen erklärt und ihr Vermögen, darunter der Pfarrwiedmuth mit drei Hufen eingezogen. In Folge wurde beschlossen, die Kirchenruine der evangelischen Kirchengemeinde zu überlassen. Am 29. April 1849 erfolgte die Einweihung der wiederhergestellten alten Kirche. Seit dem 1. Juli 1848 bildete Pirschen eine besondere Parochie im Kirchenkreis Neumarkt der Kirchenprovinz Schlesien der Preußischen Landeskirche. Zum Unterhalt des Pfarrers stellte der preußische König 1000 Taler zur Verfügung. Ein neues Pfarrhaus kam 1852 hinzu. Mitte des 19. Jahrhunderts zählte Kirchengemeinde 700 Seelen. Das Patronat besaß die Gemeinde selbst. In der zweiten Hälfte des 19. Jahrhunderts wurde im Westteil von Pirschen für die altlutherische Gemeinde eine eigene Kirche errichtet. Seit 1929 war Metschkau, zuvor nach Jerschendorf gepfarrt, mit der Gemeinde seelsorgerisch verbunden. Nach der Vertreibung der deutschen Bevölkerung diente die Kirche wieder nach 1945 als römisch-katholische Filialkirche.

## Beschreibung
Es handelt sich um ein einschiffiges im Kern gotisches Backsteingebäude, das mit einem kurzen, eckigen Chor abschließt. Mitte des 19. Jahrhunderts wurde die Kirche im Stil des Spätklassizismus um einen Chor und einer Sakristei erweitert. Das Kirchenschiff besitzt eine Flachdecke und der Chor ein Kreuzrippengewölbe. An den Außen- und Innenwänden befinden sich Renaissance-Grabsteine aus dem 16. bis 17. Jahrhundert. Der Innenraum besitzt drei Emporen. Zur Ausstattung zählt ein Taufstein und mehrere Grabplatten. Die Kirche umgibt ein Friedhof mit Umfassungsmauer und Eingangstor, auf dem sich noch vereinzelt deutsche Grabsteine befinden.

## Grabsteine

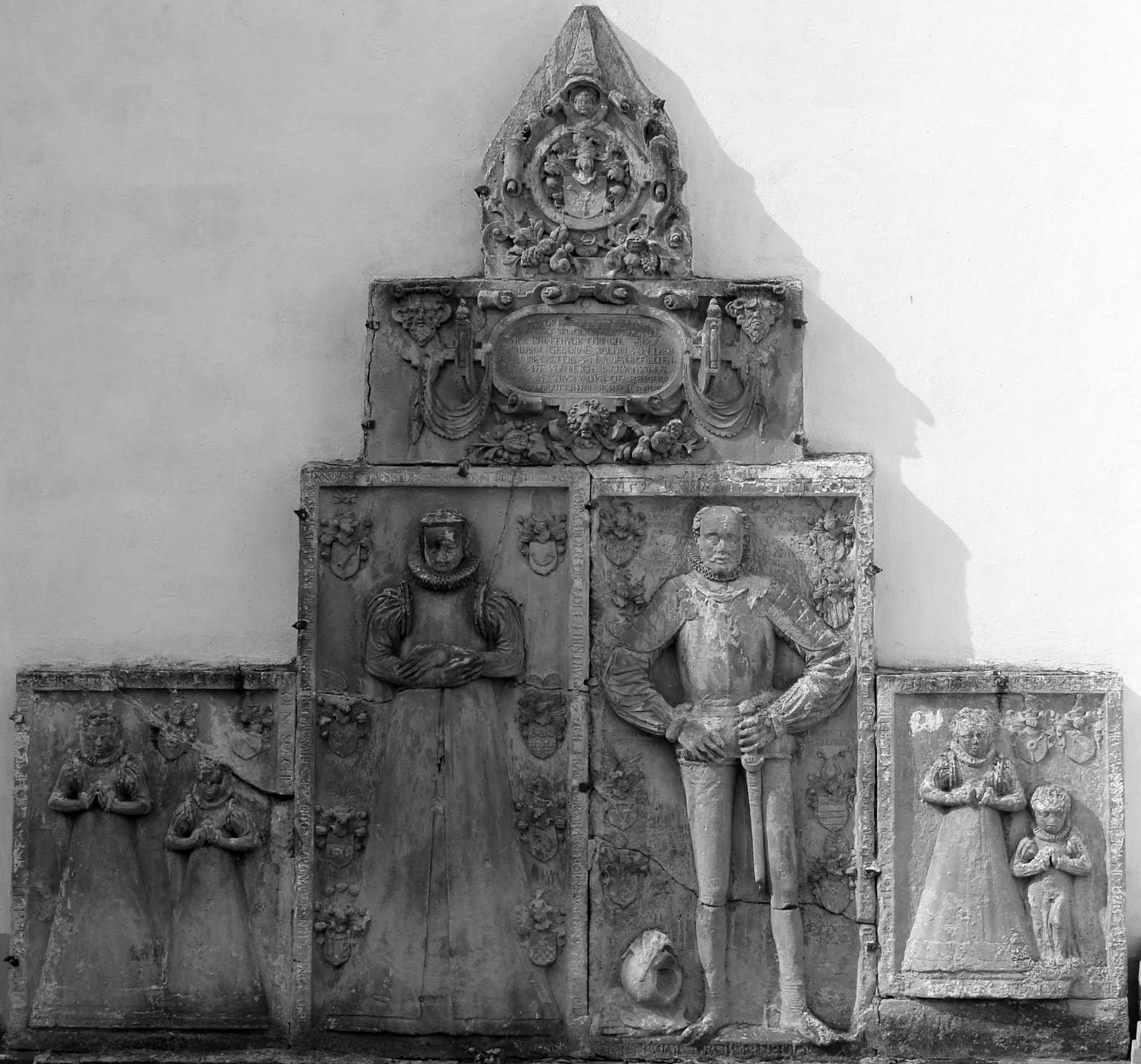
Epitaphien an der Außenwand

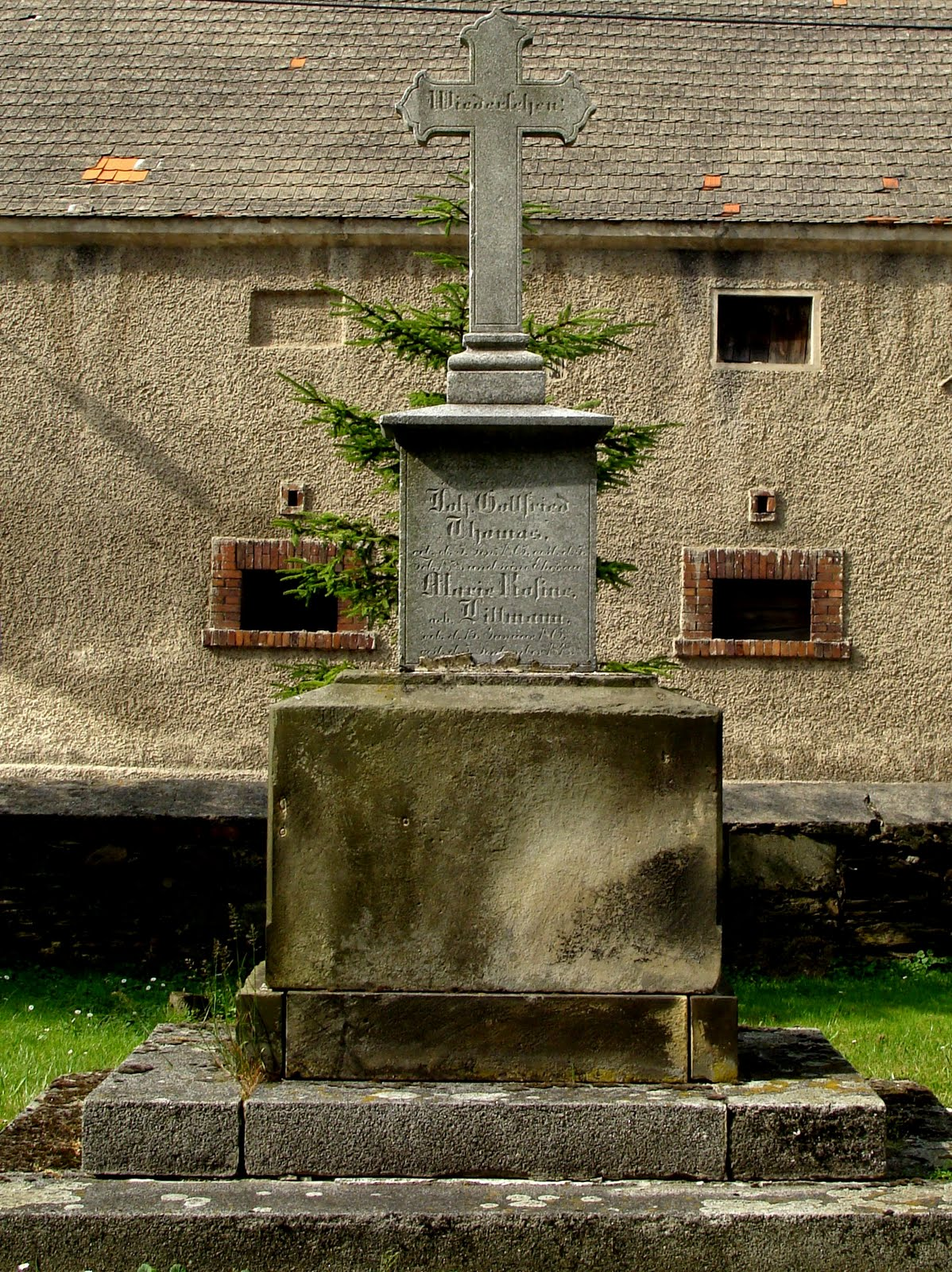
Grabstein

- Kinder des Conrad von Reichenbach († 15...)
- Nicolaus Kreischelwitz auf Stusa und Pirschen († 1555)
- Nicolaus von Schönfeld († 1568)
- Hans von Kreischelwitz zu Jockesdorf († 1578)
- Witwe des Hans von Kreischelwitz († 1580)
- Barbara von Reichenbach, geb. Waldin von der Bielaw († 1587)
- Kind des Friedrich von Reichenbach († 1590)
- Conrad von Reichenbach und Rudelsdorf auf Stusa und Pirschen († 1594)
- Kind des Assmann von Waldau († 1596)
- Margaretha von Reichenbach († 1599)
- Titzo von Mewald aus dem Hause Lobendau († 1608)
- Maria Elisabeth von Schwobsendorf († 1617)
- Hans von Bock und Polach auf Stusa und Pirschen († 1617)
- Susanna Sabine von Bock, geb. von Axleben († 1727)[9]

## Pfarrer seit 1945
1. Adam Dziedzic (1946–1953)
2. Stanisław Kotoski (1953)
3. Cyprian Świątek (1953–1954)
4. Roman Kojder (1954–1958)
5. Bolesław Kostka (1958–1966)
6. Edward Tuźnik (1966–1985)
7. Edward Ogrodowicz (1985–1988)
8. Ryszard Cyman (1989–2005)
9. Andrzej Plewa (2005–2006)
10. Andrzej Lignar (2006–2008)
11. Leszek Woźny (seit 2008)[10]